# Ancylorhynchus
Ancylorhynchus is een vliegengeslacht uit de familie van de roofvliegen (Asilidae).

## Soorten
- A. argyrogaster (Séguy, 1932)
- A. bicolor (Becker in Becker & Stein, 1913)
- A. braunsi Bromley, 1936
- A. brussensis (Schiner, 1867)
- A. cambodgiensis Tomasovic, 2006
- A. cingulatus (Rondani, 1846)
- A. cruciger (Loew, 1858)
- A. crux Bezzi, 1908
- A. elbaiensis (Efflatoun, 1937)
- A. farinosus (Becker in Becker & Stein, 1913)
- A. fulvicollis (Bigot, 1879)
- A. funebris Bromley, 1936
- A. glaucius (Rossi, 1790)
- A. gummigutta (Becker, 1906)
- A. humeralis (Wiedemann, 1821)
- A. hylaeiformis Speiser, 1910
- A. insignis Bromley, 1936
- A. limbatus (Fabricius, 1794)
- A. longicornis (Schiner, 1867)
- A. maculatus (Bigot, 1879)
- A. magnificus Bromley, 1936
- A. minus Shi, 1995
- A. munroi Bromley, 1936
- A. nomadus (Wiedemann, 1828)
- A. nyukinus Speiser, 1910

- A. oldroydi Lindner, 1961
- A. orientalis Shi, 1995
- A. percheronii (Macquart, 1834)
- A. plecioides Meijere, 1913
- A. pretoriensis Bromley, 1936
- A. prunus Oldroyd, 1974
- A. quadrimaculatus (Loew, 1858)
- A. reynaudii (Macquart, 1838)
- A. rufipes Meijere, 1913
- A. rufithorax (Doleschall, 1858)
- A. rufocinctus (Séguy, 1930)
- A. senes (Dufour, 1833)
- A. striatus Oldroyd, 1970
- A. susurrus (Karsch, 1879)
- A. tricolor (Loew, 1863)
- A. unifasciatus (Loew, 1858)
- A. variegatus (Bigot, 1879)
- A. vultur (Séguy, 1930)
- A. zonalis Bromley, 1936